# ISO 3166-2:US
ISO 3166-2:US is een ISO-standaard met betrekking tot de zogenaamde geocodes. Het is de subset van de ISO 3166-2-tabel die specifiek betrekking heeft op de Verenigde Staten.
De gegevens werden tot op 27 november 2015 geüpdatet op het ISO Online Browsing Platform (OBP). Hier worden 1 federaal district -  district (en) / district fédéral (fr)  – , 6 afgelegen zone’s -  outlying area (en) / zone éloignée (fr)  – en 50 staten - state (en) / État (fr)  - gedefinieerd.
Volgens de eerste set, ISO 3166-1, staat US voor de Verenigde Staten, het tweede gedeelte is eveneens een tweeletterige code.

## Codes
| Code  | Naam                                 | Categorie         |
| ----- | ------------------------------------ | ----------------- |
| US-AL | Alabama                              | staat             |
| US-AK | Alaska                               | staat             |
| US-AS | American Samoa                       | afgelegen zone    |
| US-AZ | Arizona                              | staat             |
| US-AR | Arkansas                             | staat             |
| US-CA | California                           | staat             |
| US-CO | Colorado                             | staat             |
| US-CT | Connecticut                          | staat             |
| US-DE | Delaware                             | staat             |
| US-DC | District of Columbia                 | federaal district |
| US-FL | Florida                              | staat             |
| US-GA | Georgia                              | staat             |
| US-GU | Guam                                 | afgelegen zone    |
| US-HI | Hawaii                               | staat             |
| US-ID | Idaho                                | staat             |
| US-IL | Illinois                             | staat             |
| US-IN | Indiana                              | staat             |
| US-IA | Iowa                                 | staat             |
| US-KS | Kansas                               | staat             |
| US-KY | Kentucky                             | staat             |
| US-LA | Louisiana                            | staat             |
| US-ME | Maine                                | staat             |
| US-MD | Maryland                             | staat             |
| US-MA | Massachusetts                        | staat             |
| US-MI | Michigan                             | staat             |
| US-MN | Minnesota                            | staat             |
| US-MS | Mississippi                          | staat             |
| US-MO | Missouri                             | staat             |
| US-MT | Montana                              | staat             |
| US-NE | Nebraska                             | staat             |
| US-NV | Nevada                               | staat             |
| US-NH | New Hampshire                        | staat             |
| US-NJ | New Jersey                           | staat             |
| US-NM | New Mexico                           | staat             |
| US-NY | New York                             | staat             |
| US-MP | Northern Mariana Islands             | afgelegen zone    |
| US-NC | North Carolina                       | staat             |
| US-ND | North Dakota                         | staat             |
| US-OH | Ohio                                 | staat             |
| US-OK | Oklahoma                             | staat             |
| US-OR | Oregon                               | staat             |
| US-PA | Pennsylvania                         | staat             |
| US-PR | Puerto Rico                          | afgelegen zone    |
| US-RI | Rhode Island                         | staat             |
| US-SC | South Carolina                       | staat             |
| US-SD | South Dakota                         | staat             |
| US-TN | Tennessee                            | staat             |
| US-TX | Texas                                | staat             |
| US-UM | United States Minor Outlying Islands | afgelegen zone    |
| US-UT | Utah                                 | staat             |
| US-VT | Vermont                              | staat             |
| US-VI | Virgin Islands, U.S.                 | afgelegen zone    |
| US-VA | Virginia                             | staat             |
| US-WA | Washington                           | staat             |
| US-WV | West Virginia                        | staat             |
| US-WI | Wisconsin                            | staat             |
| US-WY | Wyoming                              | staat             |

Noot: Alle eilandgebieden hebben ook een eigen ISO 3166-1 landcode: AS, GU, MP, PR, UM en VI.